# Petru al II-lea, Mare Duce de Oldenburg
Petru al II-lea, Mare Duce de Oldenburg (germană Nikolaus Friedrich Peter; 8 iulie 1827–13 iunie 1900) a fost Mare Duce de Oldenburg din 1853 până în 1900.

## Biografie
Ducele Nikolaus Friedrich Petru a fost singurul fiu al lui Augustus, Mare Duce de Oldenburg și a celei de-a doua soții, Prințesa Ida de Anhalt-Bernburg-Schaumburg-Hoym. S-a născut la 8 iulie 1827 la Oldenburg.
La 10 februarie 1852, Petru s-a căsătorit cu verișoara sa de gradul doi, Elisabeta de Saxa-Altenburg. Ea era a patra fiică a lui Joseph, Duce de Saxa-Altenburg și a Ducesei Amelia de Württemberg și sora reginei Maria a Hanovrei și a Marii Ducese Alexandra Iosifovna a Rusiei.
Au avut doi fii, Frederic Augustus (născut în 1852) și George (născut în 1855).
Petru i-a succedat tatălui său ca Mare Duce în 1853. Petru a condus marele ducat care avea o populație de aproape 800.000.
Familia lui Petru a avut legături cu familia imperială rusă (ambele erau descendenți ai lui Christian Albrecht de Holstein-Gottorp), astfel că el s-a aliat cu Rusia împotriva Austriei în timpul războiului din Crimeea. În timpul primului război Schleswig-Holstein, el a cerut o parte din teritoriile capturate de Prusia, dar a cedat în 1866 cererea sa asupra ducatelor. În anul următor, el a creat un model compact militar cu Prusia, în care trupele sale au fost încorporate în Corpul Prințului Friedrich Karl al Prusiei în timpul războiului franco-prusac.
În 1896, soția lui Elisabeta a murit. Ea a murit la un an după nora lor, Elisabeta Anna. 
După ce a suferit de probleme cardiace, medicii i-au recomandat lui Petru o călătorie lungă în străinătate. A murit anul următor, la 13 iunie 1900 la reședința sa de vară de la Rastede. A fost succedat ca Mare Duce de fiul său cel mare, Frederic Augustus.